# Lichnoptera rufitincta
Lichnoptera rufitincta är en fjärilsart som beskrevs av George Francis Hampson 1913. Lichnoptera rufitincta ingår i släktet Lichnoptera och familjen Pantheidae. Inga underarter finns listade i Catalogue of Life.